# Энергия атомизации
Эне́ргия атомиза́ции — энергия эндоэнергетического эффекта превращения одного моля простого вещества в состояние свободных, не взаимодействующих друг с другом атомов (обычно этот эндоэффект определяют для стандартных условий).
Энергия атомизации характеризует прочность связей между атомами в простом веществе и, в некоторых случаях, прямо связана с энергией этих связей. В частности, энергия атомизации молекулярных азота (478,8 кДж/моль), кислорода (247,8 кДж/моль) и фтора (79,8 кДж/моль) равна половине энергий связей в двухатомных молекулах N2 (957,6 кДж/моль), О2 (495,6 кДж/моль) и F2 (155,4 кДж/моль).
Поэтому энергия атомизации простого вещества является одним из основных факторов, определяющих значения энергий активации реакций с участием этого простого вещества, а именно: при прочих равных условиях энергия активации тем меньше (и, соответственно, реакционная способность простого вещества тем выше), чем меньше его энергия атомизации.
Энергия активации реакции обычно значительно меньше суммарного эндоэффекта разрушения всех исходных веществ на невзаимодействующие атомы, но изменяется в одном направлении с этим эндоэффектом.